# Милосав Тешић
Милосав Тешић (Љештанско код Бајине Баште, 15. новембар 1947) српски је песник, есејиста, лингвиста и академик.

## Живот
Диплому је стекао 1970. на Филолошком факултету у Београду, рећи степен на Филолошком факултету у Београду, 25. јуна 1974 (магистар наука).
Запослен је као уредник Речника српскохрватког књижевног и народног језика у Институту за српски језик у Београду.
За дописног члана САНУ изабран је 26. октобра 2000, а за редовног 2. новембра 2006.
Председник Одбора за израду Речника САНУ; председник Задужбине Бранка Ћопића; председник Савета Библиотеке САНУ; члан Академијског Одбора за проучавање флоре и вегетације Србије.
Живи у Београду.

## Награде и признања
Милосав Тешић је добитник многих признања и награда:
- Награда „Милош Црњански”, за књигу песама Купиново, 1987.
- Змајева награда, за књигу Кључ од куће, 1991.
- Награда „Бранко Миљковић”, за књигу Кључ од куће, 1991.
- Борбина награда, за књигу Кључ од куће, 1991.
- Борбина награда, за књигу Благо божије, 1993.
- Борбина награда, за књигу Прелест севера, 1995.
- Награда Рачанска повеља”, 1995.
- Награда „Станислав Винавер”, за књигу Прелест севера, 1996.
- Просветина награда, за књигу поезије Прелест севера, круг рачански, Дунавом, 1996.
- Награда „Жичка хрисовуља”, 1997.
- Награда „Перо деспота Стефана Лазаревића”, 1997.
- Награда „Бранко Ћопић”, за књигу Круг рачански, Дунавом, 1997.
- Награда „Меша Селимовић”, за књигу Седмица, 1999.
- Нолитова награда, за књигу Изабране песме 1999.
- Дучићева награда, за књигу Седмица, 2000.
- Дисова награда, 2001.
- Награда „Златни крст кнеза Лазара”, 2002.
- Награда „Заплањски Орфеј”, за песму „Гром о Светом Сави”, 2003.
- Награда „Десанка Максимовић”, 2004.
- Награда „Њ. К. В. Кнез Павле Карађорђевић”,
- Награда „Змај Огњени Вук”, за књигу Млинско коло, 2011.
- Награда „Петровдански вијенац”, за књигу Млинско коло, 2011.
- Велика базјашка повеља, 2011.
- Повеља на књижевној манифестацији Видовдански пјеснички сусрети на Романији одржаној на Сокоцу на Видовдан 28. јуна 2012.[3]
- Паунова награда, за књигу Ветрово поље, 2013.
- Награда „Заплањски Орфеј”, за песму „Плава гробница – Видо”, 2018.
- Награда „Извиискра Његошева”, за 2020/2021.[4]
- Награда Ћирилична даровница за 2025. годину, додељује Манифестација Ћирилична баштина у Бајиној Башти, за вишедеценијско ангажовање на заштити, очувању и промоцији ћирилице и неговању српског језика и писма.[5]

## Дела
- Млинско коло, Завод за уџбенике, Београд, 2011.
- Најлепше песме Милосава Тешића,
- На станишту брезових дедова, лирски записи, Повеља, Краљево.
- Бубњалица у пчелињаку, Градска библиотека Чачак, 2001.
- Седмица, Српска књижевна задруга, Београд, 1999.
- Изабране песме, Нолит, Београд, 1998.
- Круг рачански, Дунавом (посебно издање), Просвета, Београд, 1998.
- Прелест севера, круг рачански, Дунавом, Просвета, Београд, 1996.
- Прелест севера, Просвета, Београд, 1995.
- Благо Божије (изабране и нове песме), Време књиге, Београд, 1993.
- Кључ од куће, Матица српска, Нови Сад, 1991.
- Купиново, БИГЗ, Београд, 1986.